# Nicolas Viel
Pour les articles homonymes, voir Viel.
Nicolas Viel (15??-1625) est un récollet et missionnaire de la Nouvelle-France.

## Biographie
Nicolas Viel est un prêtre missionnaire, né près de Coutances, en Normandie. Il entre chez les Récollets en 1598.
Nommé missionnaire en Nouvelle France, il quitte Paris le 18 mars 1623 avec le frère Gabriel Sagard, et arrive à Québec le 28 juin.
Le 16 juillet 1623, avec le père Joseph Le Caron et le frère Gabriel Sagard, il quitte Québec pour le pays des Hurons où il passe deux ans en compagnie d'un petit groupe de Français, étudiant la langue huronne et complétant par ses notes le dictionnaire de Le Caron.
L'été 1625, Viel décide de rentrer à Québec, en compagnie d'un jeune Français « huronisé » surnommé Ahuntsic. Fin juin, les deux hommes se noient à la suite du chavirage de leur embarcation dans des rapides de la rivière des Prairies, à l'endroit désormais nommé Sault-au-Récollet en mémoire de cet accident.

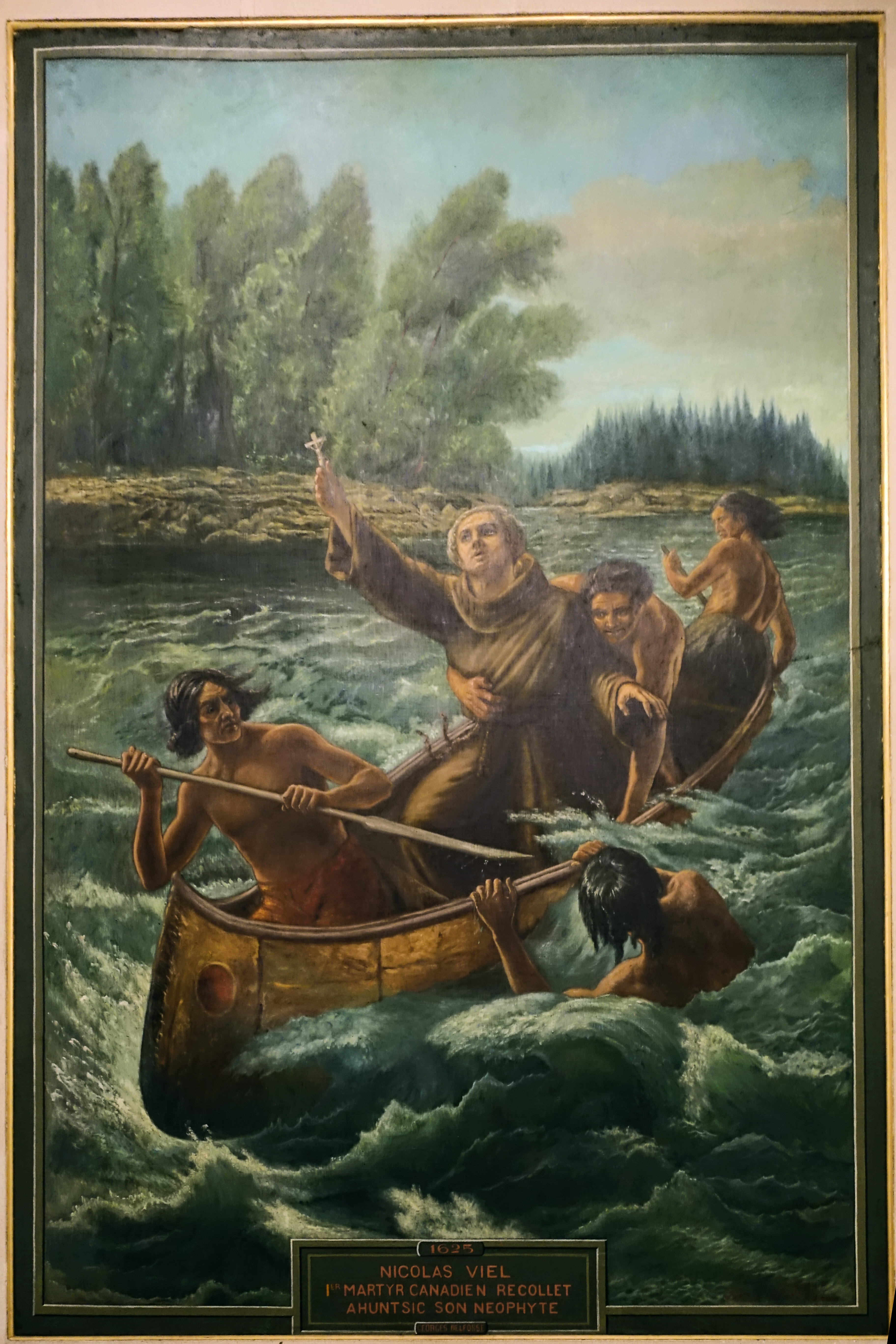
Peinture conservée à la Basilique Marie Reine du Monde, Montréal, illustrant l'incident relatif à la noyade de Nicolas Viel et son compagnon Ahuntsic.

Certains auteurs du XVIIe siècle, entretenant ainsi l'image d'un martyr chrétien, évoquèrent l'hypothèse du meurtre de Viel et Ahuntsic par des Amérindiens. Toutefois, des recherches récentes (Marcel Trudel, Lucien Campeau) font ressortir que le chef algonquin Tessouat aurait été à l'origine de cette légende, dès 1634, pour décourager les Français de se rendre dans la région des Grands Lacs au pays des Hurons. Rien de sérieux ne permet d'attribuer la mort du père Viel aux Amérindiens. Il ne figure d'ailleurs pas dans la liste des martyrs canadiens canonisés en 1930.
Une plaque devant l'église de la Visitation évoque le lieu où "se sont noyés le Père Nicolas Viel et son jeune compatriote surnommé Auhaïtsic par les Hurons".
On ne connaît pas sa date de naissance, mais son compagnon Gabriel Sagard, dans son livre Le Grand voyage du pays des Hurons publié en 1632, le décrit comme un "vieux prédicateur" lors du voyage de 1623. Dans le même livre, Sagard relate la fin de Viel et Ahuntsic comme une noyade accidentelle.

## Monuments
Une croix en son honneur a été érigée au parc-nature de l'Île-de-la-Visitation, dans le nord de Montréal.
Une stèle commémorative en granit gris, agrémentée d’une croix, œuvre du sculpteur J.-C. Pichet, est érigée en 1915 par la Société Saint-Jean-Baptiste au parc Nicolas-Viel, à Montréal.
Une statue en bronze représentant Viel, œuvre de Sylvia Daoust (1902-2004), figure dans une niche de la tour centrale de l'Hôtel du Parlement du Québec à droite de celle de Jean de Brébeuf.